# Sergei Georgevitch, 8. hertug af Leuchtenberg
Sergei Georgevitch, 8. hertug af Leuchtenberg   (4. juli 1890 i Petergof syd for Den Finske Bugt, vest for Sankt Petersborg, Det Russiske Kejserrige – 7. januar 1974 i Rom, Italien) var en russisk adelsmand.

## Forfædre
Sergei Georgevitch var sønnesøn af Maria Nikolajevna af Rusland og dattersøn af kong Nikola 1. af Montenegro.
Han var oldesøn af Eugène de Beauharnais, 1. hertug af Leuchtenberg og hans gemalinde Augusta af Bayern, kejser Nikolaj 1. af Rusland og hans gemalinde Charlotte af Preussen.
Sergei Georgevitch var tipoldesøn af Joséphine de Beauharnais (gift med Napoleon 1. af Frankrig), kong Maximilian 1. Joseph af Bayern, af kejser Paul 1. af Rusland og hans gemalinde Sophie Marie Dorothea af Württemberg samt af kong Frederik Vilhelm 3. af Preussen og hans gemalinde Louise af Mecklenburg-Strelitz.

## Morganatiske ægteskaber
Sergei Georgevitch var ugift. Efter hans død har titlen som hertug af Leuchtenberg været omtvistet mellem forskellige prætendenter, der alle nedstammer fra morganatiske ægteskaber.

## Prædikat
Napoleon 1. af Frankrig havde tildelt sin adoptivsøn (Eugène de Beauharnais) prædikatet Hans Kejserlige Højhed. Der var egentligt tale om et personligt prædikat, men kejserne af Rusland anerkendte prædikatet – også for nogle af Eugènes efterkommere. I 1912 arvede Alexander Georgevitch indirekte tiltalen Hans Kejserlige Højhed fra sin oldefar. 
I 1896 fik Sergei Georgevitch prædikatet Hans Højhed. Da kan blev titulær hertug i 1942 var der ingen russisk kejser, der kunne give ham et kejserligt prædikat. 